# Дайвернон (Іллінойс)
Дайвернон (англ. Divernon) — селище (англ. village) в США, в окрузі Сенґамон штату Іллінойс. Населення — 1139 осіб (2020).

## Географія
Дайвернон розташований за координатами 39°34′14″ пн. ш. 89°39′13″ зх. д. / 39.57056° пн. ш. 89.65361° зх. д. (39.570431, -89.653638).  За даними Бюро перепису населення США в 2010 році селище мало площу 2,05 км², з яких 2,05 км² — суходіл та 0,00 км² — водойми.

## Демографія
Згідно з переписом 2010 року, у селищі мешкали 1172 особи в 499 домогосподарствах у складі 330 родин. Густота населення становила 572 особи/км².  Було 538 помешкань (262/км²).
Расовий склад населення:
| - 98,1 % — білих - 0,4 % — азіатів - 0,3 % — корінних американців |

До двох чи більше рас належало 1,2 %. Частка іспаномовних становила 0,6 % від усіх жителів.
За віковим діапазоном населення розподілялося таким чином: 24,4 % — особи молодші 18 років, 62,4 % — особи у віці 18—64 років, 13,2 % — особи у віці 65 років та старші. Медіана віку мешканця становила 41,4 року. На 100 осіб жіночої статі у селищі припадало 97,6 чоловіків;  на 100 жінок у віці від 18 років та старших — 93,9 чоловіків також старших 18 років.
Середній дохід на одне домашнє господарство  становив 60 317 доларів США (медіана — 54 313), а середній дохід на одну сім'ю — 66 382 долари (медіана — 57 813). За межею бідності перебувало 16,8 % осіб, у тому числі 29,7 % дітей у віці до 18 років та 1,4 % осіб у віці 65 років та старших.
Цивільне працевлаштоване населення становило 653 особи. Основні галузі зайнятості: освіта, охорона здоров'я та соціальна допомога — 24,7 %, роздрібна торгівля — 14,7 %, публічна адміністрація — 11,2 %, будівництво — 8,6 %.